# 卡拉库勒贾区
卡拉库勒贾区（Kara-Kulja）是吉尔吉斯斯坦西南州份奧什州下辖的一个区。该区面积为5,813平方（2,244平方英里），2009年常住人口为87,691人。区治所位于卡拉库勒贾。